# 贝拉德蒙凯奥
贝拉德蒙凯奥，是西班牙阿拉贡自治区萨拉戈萨省的一个市镇。 总面积28平方公里，总人口448人（2001年），人口密度16人/平方公里。